# Nacht van Appingedam
De Nacht van Appingedam is een jaarlijks terugkerend horeca-evenement in de stad Appingedam.
De nacht van Appingedam (lokaal ook wel "De Nacht" genoemd) valt altijd op de laatste vrijdag van juni en is onderdeel van het Horeca-Promo weekend van Appingedam, gedurende dit hele weekend is er tevens een Duitse kermis aanwezig. 
Het evenement wordt georganiseerd door de Horecavereniging Appingedam, een organisatie waarin de meeste horecagelegenheden van Appingedam vertegenwoordigd zijn.
Het feest wordt gevierd op het Kerkplein in Appingedam en wordt gekenmerkt door meerdere podia met verschillende artiesten/DJ's en muziekstijlen waarbij er meerdere bars rondom het plein staan opgesteld.
Tot en met 2012 werd de hele Wijkstraat bij het evenement betrokken waarbij er bars en bands door de hele straat stonden opgesteld, maar door oplopende kosten en teruglopende inkomsten is besloten om het feest vanaf 2013 voortaan in zijn huidige vorm te organiseren.  

De Nacht van Appingedam is een evenement dat doorgaans goed wordt bezocht. 
Het feest begint om 20:00 uur en duurt uiterlijk tot 05:00 uur, waarna alle horecagelegenheden sluiten.
De volgende dag is er de jaarlijkse Stadsloop Appingedam, met daarop aansluitend het zogenaamde 'Foute Feest'. Op de zondag is er een familiedag met onder andere markt en muziek en zijn er verschillende activiteiten.
De zondag was traditioneel het podium voor de Custom Chopper-day, maar uit angst voor ongeregeldheden met motorclubs en het niet kunnen handhaven van een zogenaamd color-verbod, wordt deze sinds 2016 niet meer georganiseerd.
Dit evenement trok jaarlijks tot circa 25000 bezoekers en met het afgelasten van de editie 2016 kwam er een einde aan een van de grotere evenementen in de regio. 